# ستيفان بوبوف (عازف تشيلو)
ستيفان بوبوف (بالبلغارية: Стефан Попов)‏ (بالإنجليزية: Stefan Popov)‏ هو عازف تشيلو بريطاني وبلغاري، ولد في 3 أبريل 1940 في لوم في بلغاريا.